# Откровение любви
«Откровение любви» (яп. 愛のむきだし аи но мукидаси, англ. Love Exposure) — кинофильм режиссёра Сиона Соно, вышедший на экраны в 2008 году.

## Сюжет
17-летний Ю Хонда вырос в католической семье. Он рано потерял мать, которая перед смертью взяла с него обещание найти себе такую же чистую и прекрасную девушку, как дева Мария. Отец после смерти жены становится очень религиозным и через некоторое время принимает священнический сан. Однажды в церкви появляется эмоциональная женщина по имени Каори, которая быстро увлекается священником и вскоре соблазняет его. Однако их совместная жизнь длится недолго, и после её ухода отец ожесточается. Каждый день он требует от сына признания в том, какие грехи он совершил. Поскольку отца его рассказы не впечатляют, Ю из жалости к родителю ищет возможности согрешить. Так он знакомится с тремя хулиганами, которые становятся его близкими друзьями, и совершает с ними набеги на магазины и прочие неблаговидные поступки. Стремясь увеличить уровень своей греховности, юноша поступает в ученики к местному «королю вуайеристов» и после интенсивного курса обучения становится мастером делать фотографии под женскими юбками. Несмотря на эту порочную деятельность, Ю по-прежнему ищет свою «Марию» и однажды находит её в лице прекрасной и ненавидящей мужчин Ёко. Тем временем, свои сети вокруг Ю и Ёко начинает плести коварная Ая, руководительница загадочной секты «Церковь „Зеро“»...

## В ролях
- Такахиро Нисидзима — Ю Хонда
- Хикари Мицусима — Ёко Одзава
- Сакура Андо — Ая Койкэ
- Ацуро Ватабэ — Тэцу Хонда, отец Ю
- Макико Ватанабэ — Каори Фудзивара
- Ютака Симидзу — Юдзи
- Хироюки Онуэ — Такахиро
- Тасуку Нагаока — Сэнпай
- Сё Хиросава — Куми
- Юко Гэнкаку — Кэйко

## Награды и номинации
- 2009 — приз Caligari Film Award и приз ФИПРЕССИ на Берлинском кинофестивале.
- 2009 — 4 приза кинофестиваля Fantasia: лучший азиатский фильм, самый новаторский фильм, специальный приз жюри (все — Сион Соно), лучшая женская роль (Хикари Мицусима).
- 2010 — номинация на премию Asian Film Awards за лучшую режиссуру (Сион Соно).
- 2010 — две премии журнала «Кинэма Дзюмпо»: лучшая актриса второго плана (Хикари Мицусима), лучший актёр-дебютант (Такахиро Нисидзима).
- 2010 — премия «Майнити» за лучшую режиссуру (Сион Соно), а также два приза новым талантам (Такахиро Нисидзима и Хикари Мицусима).
- 2010 — два приза Иокогамского кинофестиваля: лучшая актриса второго плана (Сакура Андо), лучший новый талант (Хикари Мицусима).